# Hans-Hubert Schönzeler
Hans-Hubert Schönzeler (Leipzig, 22 juin 1925 – 30 avril 1997) est un compositeur, chef d'orchestre et musicologue, né en Allemagne, naturalisé australien, puis résident anglais, autorité sur Anton Bruckner et Antonín Dvořák.

## Biographie
Hans-Hubert Schönzeler naît à Leipzig, enfant unique, il étudie le violon dès l'âge de cinq ans. Bien que sa famille ne soit pas Juive, il est envoyé à Bruxelles, pour éviter le contact avec les Jeunesses hitlériennes. En 1939, sa famille émigre en Australie. Lors du déclenchement de la Seconde Guerre mondiale, son père est interné comme ennemi étranger. Hans-Hubert poursuit sa scolarité à la Sydney Boys High School, mais en 1941, lui et sa mère sont également internés jusqu'à la fin du conflit. Au cours de ces années, il a continué à étudier la musique et notamment la direction d'orchestre, avec un ancien directeur des Petits Chanteurs de Vienne. Il est libéré en 1946 et naturalisé australien l'année suivante (et donc sujet britannique). Il entre au Conservatoire de la Nouvelle-Galles du Sud, où il travaille avec Eugene Goossens.
Avec l'aide de Rafael Kubelík, Schönzeler s'installe à Londres en 1950 pour travailler pour les Éditions Eulenburg, dont il est plus tard, administrateur de la société. Il dirige l’Ensemble du XXe siècle (20th-Century Ensemble) à Londres de 1951 à 1962. Il étudie au Conservatoire de Paris et à l'Académie musicale Chigiana de Sienne en Italie et travaille en tant que chef d'orchestre libre dans de nombreux pays et au Royaume-Uni. Il dirige un concert au Royal Albert Hall en 1964, pour le 10e anniversaire de la mort de Wilhelm Furtwängler, dont il a écrit la biographie plus tard. En 1967, débute une longue association avec l'Orchestre West Australian Symphony.
Schönzeler est devenu un expert en la matière sur Bruckner : en 1970, il a écrit un livre sur le compositeur ; en 1973, il dirige la première mondiale de la première version de la Huitième symphonie ; en 1978 au festival d'Adelaide en Australie, il dirige la première mondiale de l'authentique première version de la Troisième symphonie. Ce faisant, il est honoré par la Société Internationale Bruckner de Vienne, la Société Bruckner américaine et a remporté également la médaille d'honneur de Bruckner.
Il est également un fervent interprète des œuvres de Dvořák, dont il a écrit une biographie. Il a participé au Festival du Printemps de Prague en 1974 et fait membre honoraire de la Société Antonín Dvořák en 1975. Il est également l'éditeur de symphonies de Joseph Haydn et de Carl Maria von Weber.
Hans-Hubert Schonzeler est mort en Angleterre en 1997.

## Compositions
- Sonate pour alto et piano, op. 5 (1975)
- Tristesse, 5 mélodies sur des textes de Paul Verlaine pour voix et piano ou orchestre à cordes

## Publications
- Augustinus Franz Kropfreiter (en), Vienne, Munich, Doblinger, 1967.
- Anton Bruckner, par Paul-Gilbert Langevin, avec des contributions par Éric-Paul Stekel, Harry Halbreich, Gustav Kars et Edward Neill, Lausanne, Paris, L'Âge d'homme, 1977.
- Anton Bruckner, New York, Vienne, House, 1978.
- Antonín Dvořák, Londres, New York, Boyars, 1984.
- Neuvième symphonie d'Anton Bruckner, Vienne, Musikwissenschaftlicher Verlag, 1987.

## Édition
- Symphonie en ut majeur, par Georges Bizet, préface par Felix Aprahamian (en), édition par Stefan de Haan, Londres, Mayence, New York, Eulenburg, 1973.
- Symphonie numéro 5 en si bémol majeur, par Anton Bruckner, préface par Hans-Hubert Schönzeler, Leipzig,  Eulenburg, 1973.
- Symphonie en ut majeur, par Georges Bizet, Londres, Eulenburg, 1980.
- Concerto brandebourgeois numéro 2 en fa majeur, BWV 1047, par Jean-Sébastien Bach, Londres, Ernst Eulenburg, 1985.
- Symphonie numéro 9 en ré mineur, par Anton Bruckner, préface par Hans Redlich (en), Londres, Eulenburg Ltd.

## Traduction
- Defeat of Caesar Julian [Kaiser Julians Sturz] (Christus vincit), opéra en trois actes et six scènes, livre et musique par Lazare Saminsky (en), traduction en allemand par Hans-Hubert Schönzeler, Londres, Chester, 1959.
- Die Israeliten in der Wüste, par Carl Philipp Emanuel Bach, édité par Gabor Darvas, texte anglais par Hans-Hubert Schönzeler, Londres, Mayence, New York, Eulenburg, 1971.

## Autres
- Four medieval Latin lyrics Amoretti Five Spenser sonnets, par Edmund Rubbra, avec David Wilson-Johnson et Martyn Hill, Londres, Virgin Classics Ltd, Virgin France, 1989.

## Discographie
Son héritage discographique comprend des œuvres de Bruckner, Edmund Rubbra, Arthur Bliss, Mozart et Beethoven.